# Disown
disown est une commande fournie par certains shells UNIX (bash, zsh) permettant d'enlever des tâches de la table des tâches actives, ou de les marquer de telle sorte que le signal SIGHUP ne leur soit pas envoyé lorsque le processus parent le reçoit, par exemple lors de la fermeture d'un terminal.

## Exemples
```
# firefox &

# ps

  
PID
 
TTY
          
TIME
 
CMD

 
4117
 
pts/2
    
00
:00:00
 
bash

 
4127
 
pts/2
    
00
:00:00
 
firefox-bin

 
4133
 
pts/2
    
00
:00:00
 
ps

# disown 4127

# exit

```

Cette commande peut s'écrire :
```
# firefox & disown &

# exit

```

Ou avec nohup :
```
# nohup firefox &

# exit

```